# Ángel Pardo Ruiz
Ángel Pardo Ruiz   (Santoña, 29 de febrer de 1924 - Villadiego, 20 de març de 1995), fou un autor de còmics, algunes de les sèries en què va dibuixar foren; El Capitán Trueno on va rellevar a Miguel Ambrosio Zaragoza, el primer dibuixant del personatge i Joyas Literarias Juveniles on si adaptaven al còmic, novel·les d'aventures clàssiques.

## Biografia
Ángel Pardo, va néixer a Santoña, el 29 de febrer de 1924 el seu pare era natural d'Olmos de la Pizaca i la seva mare de Villadiego. Amb deu anys va tenir accés a personatges de còmic com Tarzan o Flash Gordon, la seva lectura li va desperta una gran admiració pels seus autors Hal Foster i Alex Raymond, respectivament. D'altres publicacions al seu abast foren TBO, Pulgarcito i Mickey. Malgrat destacar al col·legi per la qualitat dels seus dibuixos, no va ser fins als vint anys, quan estava fent el servei militar a Madrid, que va publicar a la revista infantil, Leyendas Infantiles.
El 1947 va dibuixar la sèrie El Caballero de las Tres Cruces amb guions de Pedro Quesada, per l'editorial Bruguera, per la mateixa editorial va dibuixar majoritari-ment sèries de còmic d'aventures ambientades a l'edat mitjana i publicades a les revistes El Campeón i Pulgarcito. El 1959 va substituir a Miguel Ambrosio Zaragoza, en el dibuix de la sèrie El Capitan Trueno, en aquesta sèrie hi va dibuixar tot alternant-se amb altres dibuixants fins al maig del 1969, en aquests deu anys va dibuixar un total de dues mil vuit-centes trenta-nou pàgines del personatge. Una vegada cancel·lada la sèrie va continuar treballant per l'editorial Bruguera fent adaptacions de novel·les clàssiques que primer es publicaven seriades a les revistes DDT, Pulgarcito i Din Dan i posterior ment es recopilaven a la col·lecció Joyas Literarias Juveniles.
Ángel Pardo Ruiz, va morir a la localitat Villadiego el 20 de març del 1995, on vivia des de la primeria dels anys vuitanta.